# つながり応援プロジェクト
つながり応援プロジェクト（つながりおうえんプロジェクト）は、株式会社ファーストイノベーションおよび合同会社LinksEntertainmentによって企画・運営されている地方創生を目的としたSDGsプロジェクトである。

## 概要
地域の魅力発信や社会課題の解決を目的に、官民連携によるキャンペーンを展開している。統括はファーストイノベーションの木ノ根雄志とLinksEntertainmentの梶川隆史が務める。

## 沿革
2022年にコープおきなわとの協働により「沖縄つながり応援」を開始。その後、2023年には「山口つながり応援」、2024年には「宮城つながり応援」が展開され、いずれも地方自治体や企業と連携し、SNSやウェブ媒体を活用した地域振興キャンペーンが実施されている。

## 実施事例

### 沖縄県（2022年）
コープおきなわ・コープ沖縄サービスと共同で「沖縄つながり応援」キャンペーンを開始。2022年12月1日〜2023年1月31日の2ヶ月間、SNS投稿型のウェブキャンペーン「#沖縄つながり応援」を実施。後援は沖縄県、沖縄県工業連合会など4団体。参加企業は54社に上った。2023年3月には支援団体へ寄付が行われた。

### 山口県（2023年）
「山口つながり応援」キャンペーンが2023年10月1日〜11月30日に実施された。後援は山口県、山口大学など7団体。SNSを活用したプレゼントキャンペーンに加え、投稿数やクリック数に応じて寄付が行われる仕組みを採用。寄付先には、県内の地域団体（老人クラブ連合会、障害者スポーツ協会など）が含まれる。

### 宮城県（2024年）
「宮城つながり応援」を2024年7月1日〜9月30日の3ヶ月間にわたり実施。後援は宮城県・仙台市・東北観光推進機構・七十七銀行など13団体。SNS投稿型キャンペーンのほか、地域応援のためのクラウドファンディングやイベント、観光ツアーなども行われた。